# Vulkanologija
Vulkanologija je znanost koja se bavi sustavnim proučavanjem vulkana. Grana je geologije. Jedan od glavnih ciljeva je proučavanje mehanizama vulkanskih erupcija i njihovo potencijalno predviđanje. Obično djeluju u državnim opservatorijima.

## Poznati vulkanolozi
- Antoine Lacroix
- Katia Krafft
- Maurice Krafft
- David A. Johnston
- Harry Glicken
- Stanley N. Williams
- Immanuel Friedlaender
- Haroun Tazieff

## Vanjske poveznice
- European Volcanological Society
- Volcano Live- What is a volcanologist?  Arhivirana inačica izvorne stranice od 26. studenoga 2012. (Wayback Machine)
- World Organization of Volcano Observatories  Arhivirana inačica izvorne stranice od 1. svibnja 2007. (Wayback Machine)
- Vulkani svijeta - Stromboli online